# 科托區
科托區，是海地的區，位於該國南部，由南部省負責管轄，面積181.2平方公里，海拔高度472米，2015年該區人口為58,618，人口密度為每平方公里323.5人。